# Amen
Amen hay a-men (tiếng Hebrew: אָמֵן, ʾāmēn; tiếng Hy Lạp cổ: ἀμήν, amên; Hy Lạp: ἀμήν; tiếng Ả Rập: آمين, ʾāmīn; "Đúng như thế; thật vậy") là một lời tuyên bố xác nhận thường thấy trong Kinh thánh Hebrew và Tân Ước. Từ này được sử dụng trong những kinh sách đầu tiên của Do Thái giáo. Trong các nghi thức thờ phụng của Kitô giáo, amen được dùng như là một lời kết cho những lời cầu nguyện và thánh ca. Trong Hồi giáo, nó là từ chuẩn để kết thúc một Dua (lời xin)

Amen trong tiếng Syriac

## Từ nguyên
Từ amen được sử dụng trong các Thánh kinh được cho rằng được viết bằng tiếng Hebrew; tuy nhiên, gốc từ gồm 3 phụ âm cơ bản ( triconsonantal root; triliteral) mà từ được cấu thành lại cũng phổ biến trong một số ngôn ngữ Semit như tiếng Aramaic hay tiếng Syriac. Từ này được đưa vào tiếng Hy Lạp vào thời kỳ đầu của các giáo hội Do Thái giáo. Từ tiếng Hy Lạp, amen du nhập vào các ngôn ngữ khác của phương Tây. Theo một từ điển từ nguyên học tiêu chuẩn, thì amen vào tiếng Hy Lạp, sau đó sang hậu Latinh, và từ đó sang tiếng Anh. Gốc từ 3 phụ âm của amen giống như gốc từ của động từ ʾāmán trong tiếng Hebrew cổ.
Theo ngữ pháp thì ʾāmán được viết dưới 3 phụ âm của nó (aleph-mem-nun) giống hệt như ʾāmēn (lưu ý trong tiếng Hebrew chữ aleph א là một âm ngừng trong thanh môn (âm cổ họng) cho nên nó đóng vai trò như một phụ âm trong hình thái học của tiếng Hebrew). Gốc từ 3 phụ âm này có nghĩa là vững chắc, được chứng thực, đáng tin, chính xác.
Trong tiếng Ả Rập, gốc 3 phụ âm của từ này cũng chung với từ ʾĀmana (tiếng Ả Rập: آمن), và cũng mang ý nghĩa tương tự như gốc từ của tiếng Hebrew.
Trong Thông thiên học, hay những người ủng hộ sử thuyết Afrocentrism (hệ tư tưởng đề cao các dân tộc ở châu Phi), và tín đồ của Kitô giáo bí truyền phổ biến sự phỏng đoán cho rằng amen là có nguồn gốc từ tên vị thần Ai Cập là Amun (mà đôi khi cũng được đọc thành Amen). Một số tín đồ của các tôn giáo phương Đông tin rằng nguồn gốc của từ amen có liên hệ với từ Aum trong tiếng Phạn. Tuy nhiên, trong từ gốc của tiếng Hebrew, như đã nói ở trên, thì được bắt đầu bằng chữ aleph, trong khi từ trong tiếng Ai Cập lại bắt đầu với chữ yodh.
Trong tiếng Armenia từ ամեն /ˌɑːmˈɛn/ có nghĩa là tất cả; nhưng nó cũng được sử dụng trong các hình thức tương tự khi kết thúc lời cầu nguyện.

### Trong Kinh thánh Hebrew
Từ amen xuất hiện lần đầu trong Kinh thánh Hebrew là trong Sách Dân số 5:22, nói về một tư tế khi nguyền rủa một phụ nữ bị nghi là mất nết phản bội, cô ta sẽ trả lời "Amen, amen".
Ba trường hợp khác nhau khi dùng amen cũng xuất hiện trong Thánh kinh, như:
1. Amen được dùng ở đầu câu, ám chỉ đến những lời của người đối thoại và đưa ra một câu khẳng định, như trong I Các Vua 1:36[1]
2. Amen được dùng độc lập cũng ám chỉ đến những lời của người đối thoại nhưng không bổ sung thêm lời khẳng định, như trong Nê-hê-mi-a 5:13[1]
3. Amen được dùng cuối đoạn, như một lời tán đồng trong các Thánh Vịnh.[1]

### Tân Ước
Có 52 từ amen trong Phúc Âm Nhất Lãm và 25 từ trong Phúc âm Gioan. Từ amen đứng cuối đoạn như trong Ma-thi-ơ 6:13 được dùng tương tự như trong Thánh Vịnh. Tất cả các từ amen được dùng đầu câu đều là trong lời nói của Jesus. Theo Friedrich Delitzsch, thì các từ này không giống như trong Kinh thánh Hebrew, vì nó không đề cập đến lời của một người đã nói trước, mà là giới thiệu một tư tưởng mới.